# WAッ!熊が出た!!
『WAッ!熊が出た!!』（ワァッ くまがでた）は、1984年10月7日から1985年9月29日まで日本テレビで放送されていたバラエティ番組である。放送時間は毎週日曜 12:00 - 12:55 （日本標準時）。

## 概要
レオナルド熊の冠番組の一つで、メイン司会として熊が番組を取り仕切っており、ドタバタ時代劇のコーナーなどで構成されていた。また既に解散してから14年が経過していたドンキーカルテットが当番組で久々に復活した『帰ってきたドンキーカルテット』というコーナーも開始していたが、元メンバーの祝勝が既に芸能界を引退していたため、完全復活にはならなかった。
同番組が終了した翌月の10月に石倉三郎とのコンビ『コント・レオナルド』は、人気が好調だったものの、双方による見解の相違により喧嘩別れした形で解散を余儀なくされた。

## 出演者
- レオナルド熊
- 石倉三郎
- 朝丘雪路
- 春風亭柳昇
- 野々村真
- 工藤夕貴
- 嘉門達夫
- 小野ヤスシ（ドンキーカルテット）
- ジャイアント吉田（ドンキーカルテット）
- 猪熊虎五郎（ドンキーカルテット） - スケジュールの都合上、不定期出演であった。
- ほか